# Craspedosis punctulata
Craspedosis punctulata är en fjärilsart som beskrevs av Max Joseph Bastelberger 1911. Craspedosis punctulata ingår i släktet Craspedosis och familjen mätare. Inga underarter finns listade i Catalogue of Life.